# 大崎警察署
大崎警察署（おおさきけいさつしょ）は、警視庁が管轄する警察署のひとつ。東京都品川区大崎四丁目に所在する。

## 概要
警視庁第二方面に属し、品川区の西北部を管轄している。識別章所属表示はNC。
現在の庁舎は2009年（平成21年）に品川区大崎四丁目に完成した（地上9階地下2階建て）。

## 所在地
- 東京都品川区大崎四丁目2番10号
  - 大崎駅（JR山手線・埼京線・湘南新宿ライン、りんかい線）　徒歩約5分
  - 大崎広小路駅（東急池上線）　徒歩約2分
  - 東急バス（渋41）「大崎警察署前」バス停　徒歩約1分

## 施設
- 代用監獄（留置場）

## 管轄区域
- 上大崎一・二・三・四丁目（全域）
- 大崎一・二・三・四・五丁目（全域）
- 西五反田一・二・三・四・五・六・七・八丁目（全域）
- 東五反田一丁目、二丁目（16番から22番を除く）、三丁目（18番、19番、20番の一部を除く）、四・五丁目（二丁目の16番から22番と三丁目の18番・19番、20番の一部は品川警察署の管轄）
- 荏原一丁目（1番・2番・5番・6番・9番・10番・13番・14番の各一部。それ以外の地域は荏原警察署の管轄）
- 小山一丁目（1番から4番までの各一部。それ以外の地域は荏原警察署の管轄）

## 沿革
- 1893年（明治26年）：荏原郡大崎町大字下大崎字谷在家308番地（現在の西五反田一丁目18番地）に品川警察署大崎分署から昇格し開署。
- 1951年（昭和26年）：品川区東大崎四丁目144番地（現在の大崎四丁目2番10号）木造モルタル塗り庁舎完成。
- 1968年（昭和43年）：大崎四丁目2番10号地上4階・地下1階建ての鉄筋コンクリート造りの庁舎が完成。
- 1995年（平成7年）：管内品川区上大崎にて公証人役場事務長逮捕監禁致死事件発生。一連のオウム真理教事件警視庁特別捜査本部が大崎警察署内に設置。
- 2005年（平成17年）：大崎一丁目16番6号地上3階建ての仮庁舎へ仮設移転。
- 2009年（平成19年）
  - 3月18日：大崎四丁目2番10号に地上9階・地下2階建ての新庁舎が完成。
  - 4月6日午後1時：新庁舎での業務開始。

## 組織
- 警務課
- 交通課
- 警備課
- 地域課
- 刑事組織犯罪対策課
- 生活安全課

## 交番
- 五反田駅前交番（品川区東五反田一丁目26番1号）
- 大崎駅前交番（品川区大崎一丁目6番6号）
- 中原口交番（品川区西五反田七丁目22番11号）
- 西五反田交番（品川区西五反田三丁目13番11号）
- 目黒駅前交番（品川区上大崎二丁目16番9号）

## 駐在所
- 長者丸駐在所（品川区上大崎二丁目4番20号）

## 地域安全センター
- 池田山地域安全センター（品川区東五反田五丁目12番26号）※2007年（平成19年）3月まで池田山交番だったが五反田駅前交番に統合され地域安全センターへ変更。